# 白介夫
白介夫（1921年—2013年4月4日），男，陕西绥德人，中华人民共和国政治人物。

## 生平
1938年，担任《黄河日报》编辑、华北新华日报社副科长、长白县委书记等。
中华人民共和国成立后，担任中共通化市委书记，营口市市长，后升任中国科学院化学研究所副所长、北京市副市长。1986年，升任北京市政协主席。
2013年4月4日，因病于北京逝世。